# Фенечки бисери
Фенечки Бисери је српски музички ансамбл, који је основан 2017. године, у околини Јакова.

## Историја
Ансамбл је формиран октобра 2017. године под покровитељством оца Макарија, игумана манастира Фенек.
Фенечки Бисери бави се неговањем традиционалне и духовне музике. Посебно су позната њихова извођења песама о Косову и Метохији, као што су Са Косова зора свиће, Христе Боже, Сини јарко сунце са Косова, Вила са Кошара, итд. У репертоару се налазе још и обраде руских (Коњ, Каљинка, Каћуша), македонских песама (Македонско девојче, Јовано, Јованке) и грчких песама.
Осим музиком, ансамбл се бави и континуираним хуманитарним радом. Често се организују акције и представе у циљу прикупљања помоћи за децу и народ на Косову и Метохији. Њихов слоган је На дар смо добили, на дар и дајемо!, те речи су преузете из Јевађеља.

## Фенечки Бисерчићи
Основана је и музичка школа Фенечки Бисерчићи, која је отворена за децу окупљену око манастира Фенек.
Фенечки бисерчићи су сада постали и вокално-инструментални музички састав. Састав је основан у октобру 2021. године под руководством Зорице и Николе Анастасијевића.

## Чланови музичког ансамбла
Сви чланови су музички образовани. Музички ансамбл чине:
- Никола Анастасијевић
- Зорица Анастасијевић
- Василије Анастасијевић
- Стефан Анастасијевић
- Смиљана Анастасијевић
- Јана Михајловић
- Дуња Михајловић
- Дарија Илић
- Глорија Илић
- Невена Ристић
- Иван Рајковић

## Дискографија

### Синглови
- Под зидином манастира Фенек
- Стари игуман
- Радуј се
- Завет Косова
- Молитва са Кошара